# Maria Dorothea Kettler van Koerland

Wapen Kettler van Koerland

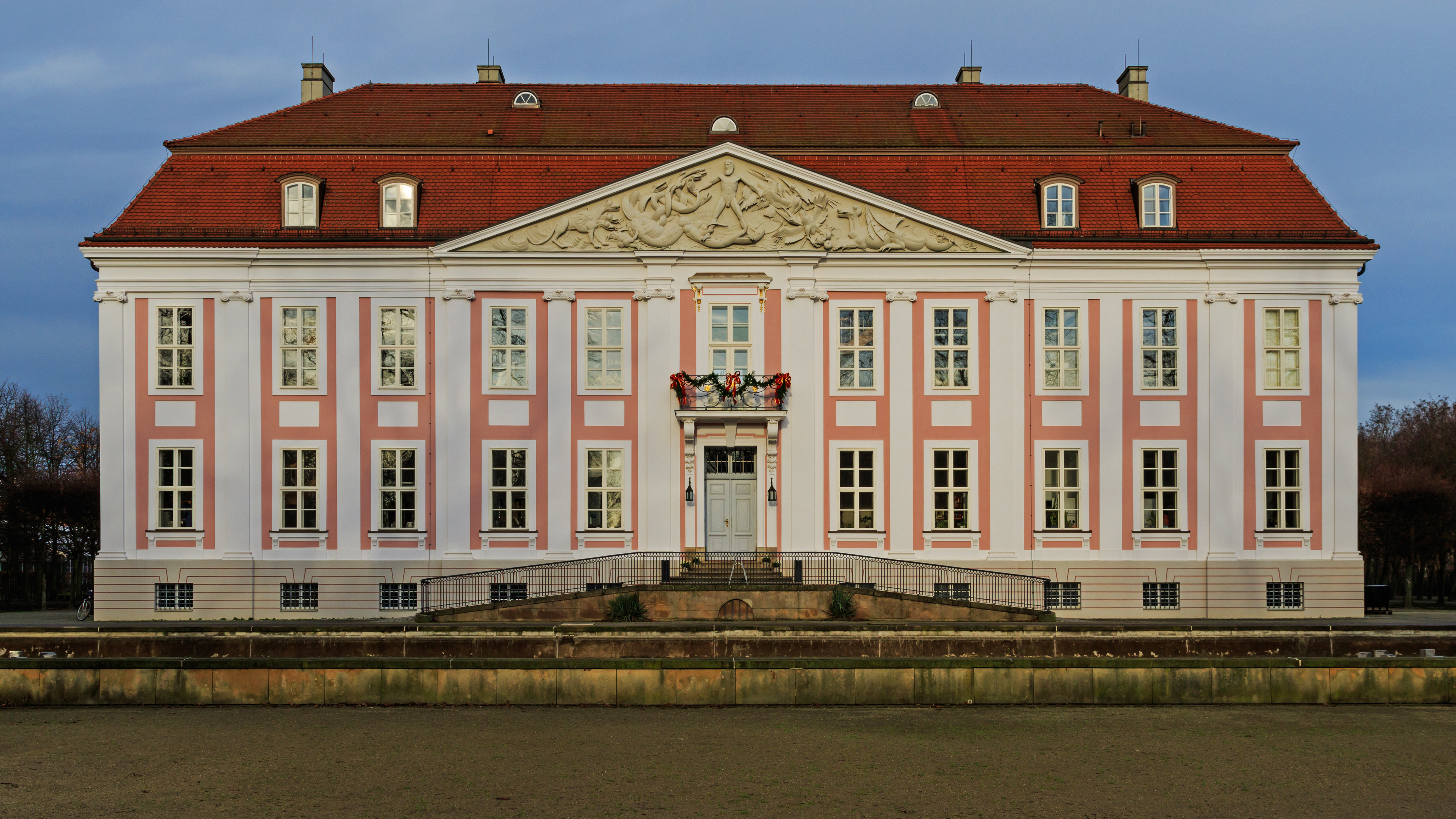
Schloss Friedrichsfelde

Marie Dorothea Kettler ook bekend als Maria van Koerland (Jelgava, 6 februari 1684 - Berlijn, 8 februari 1743) was een dochter van Frederik Casimir Kettler (1650-1698) hertog van Koerland van 1682 tot 1698 en Sophie Amalia van Nassau-Siegen (1650-1688).
Haar moeder was een dochter van graaf Hendrik van Nassau-Siegen (1611-1652) en Maria Magdalena van Limburg-Stirum en Bronckhorst (1632-1707)

Zij trouwde op 31 oktober 1703 met Albrecht Frederik van Brandenburg-Schwedt (Berlijn, 24 januari 1672 - Schloss Friedrichsfelde, 21 juni 1731), van 1696 tot 1731 meester in de orde van de Johanniters. Hij was een zoon van Frederik Willem I van Brandenburg en diens tweede echtgenote Dorothea van Sleeswijk-Holstein-Sonderburg-Glücksburg. Uit haar huwelijk zijn de volgende kinderen geboren:
- Friedrich van Brandenburg (1704-1707)
- Karel Frederik Albrecht van Brandenburg-Schwedt (Berlijn, 10 juni 1705 - Breslau, 22 juni 1762) van 1731 tot 1762 meester in de orde van de Johanniters. Hij was in 1744 verloofd met Maria Amalie van Hessen-Kassel (1721-1744) doch zij overleed in hetzelfde jaar. Zij was een dochter van Willem VIII van Hessen-Kassel(1682-1760) en Dorothea Wilhelmina (1691-1743), dochter van hertog Maurits Willem van Saksen-Zeitz. Willem VIII van Hessen-Kassel was een zoon van landgraaf Karel van Hessen-Kassel en Maria Anna van Koerland. Nadien had hij een relatie met Dorothea Regina Wuther bij wie hij een dochter verwekte. Voor haar inspanningen werd zij op 14 januari 1744 beloond met de adellijke titel Frau von Carlowitz.
- Anna Sophie Charlotte von Brandenburg-Schwedt (1706-1751). Zij trouwde in 1723 met Willem Hendrik van Saksen-Eisenach (Oranjewoud, 10 november 1691 - Eisenach, 26 juli 1741). Hij was een zoon van Johan Willem van Saksen-Eisenach (1666-1729) en Amalia van Nassau-Dietz (1655-1695). Hij was weduwnaar van Albertina Juliana van Nassau-Idstein (1698-1722) met wie hij in 1713 getrouwd was. Zij was een dochter van prins George August Samuel van Nassau-Idstein. Uit haar huwelijk zijn geen kinderen geboren.
- Luise Wilhelmine van Brandenburg (1709-1726)
- Frederik van Brandenburg-Schwedt markgraaf van Brandenburg (13 augustus 1710 - Mollwitz, 10 april 1741), gesneuveld in de Slag bij Mollwitz. Vanaf 1737 was hij ridder in de orde van de Johanniters
- Albertine van Brandenburg-Schwedt (1712-1750). Zij trouwde op 22 mei 1733 in Potsdam met Victor II Frederik (Bernburg, 20 september 1700 - Bernburg, 18 mei 1765). Hij was een zoon van Karel Frederik van Anhalt-Bernburg en Sophia Albertina van Solms-Sonnenwalde. In 1721 volgde hij zijn overleden vader op als vorst van Anhalt-Bernburg.
- Frederik Willem van Brandenburg-Schwedt (1714-1744), gesneuveld tijdens de belegering van Praag 1744. Hij bijgezet in de Hohenzollerngrafkelder in de Dom van Berlijn.